# Jolly Little Elves
Jolly Little Elves er en amerikansk animeret kortfilm fra 1934 produceret af Walter Lantz. Tegnefilmen er en del af Latz serie Cartune Classics.
Filmen var nomineret til en Oscar for bedste korte animationsfilm i 1935